# Uenanthracus
Uenanthracus perigonoides es una  especie de coleóptero adéfago de la familia Carabidae y el único miembro del género monotípico Uenanthracus.